# St. Crucis (Thalebra)

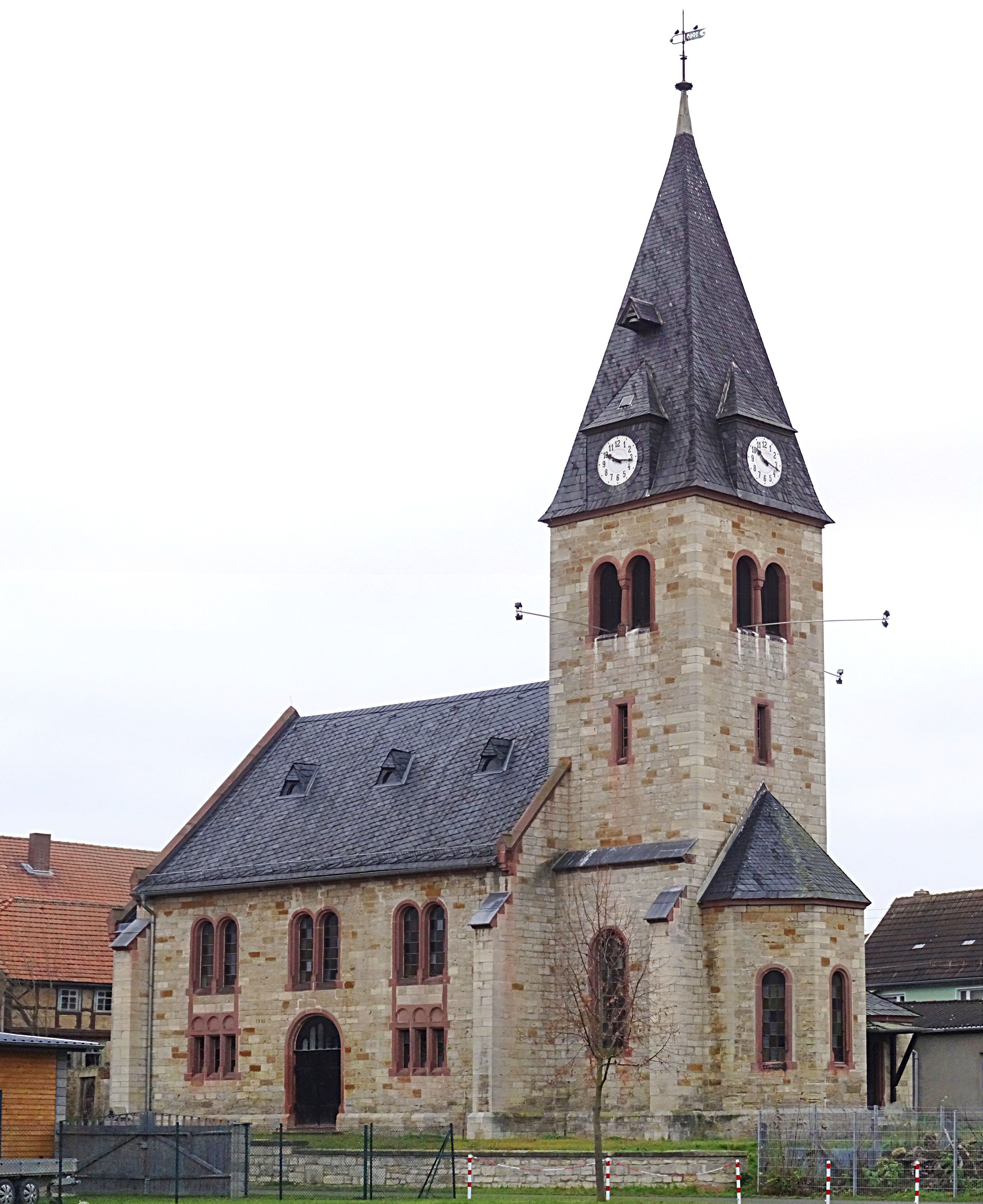
St. Crucis

Die denkmalgeschützte evangelisch-lutherische Cruciskirche in Thalebra, einem Ortsteil der Kreisstadt Sondershausen im Kyffhäuserkreis in Thüringen, gehört zum Gemeindeteil Thalebra der Kirchengemeinde Oberspier im Pfarrbereich Sondershausen II im Kirchenkreis Bad Frankenhausen-Sondershausen der Evangelischen Kirche in Mitteldeutschland.

## Beschreibung

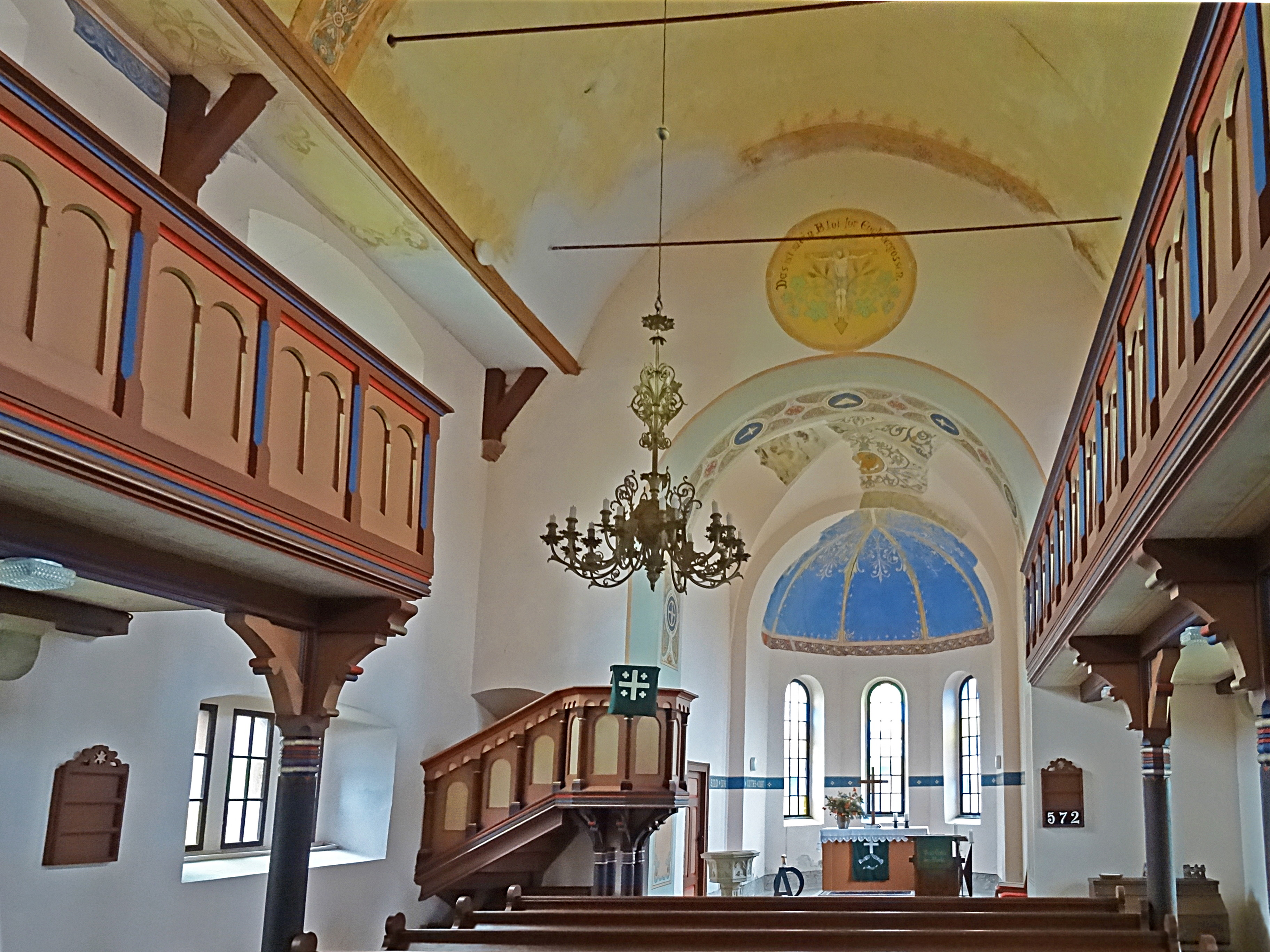
Innenansicht

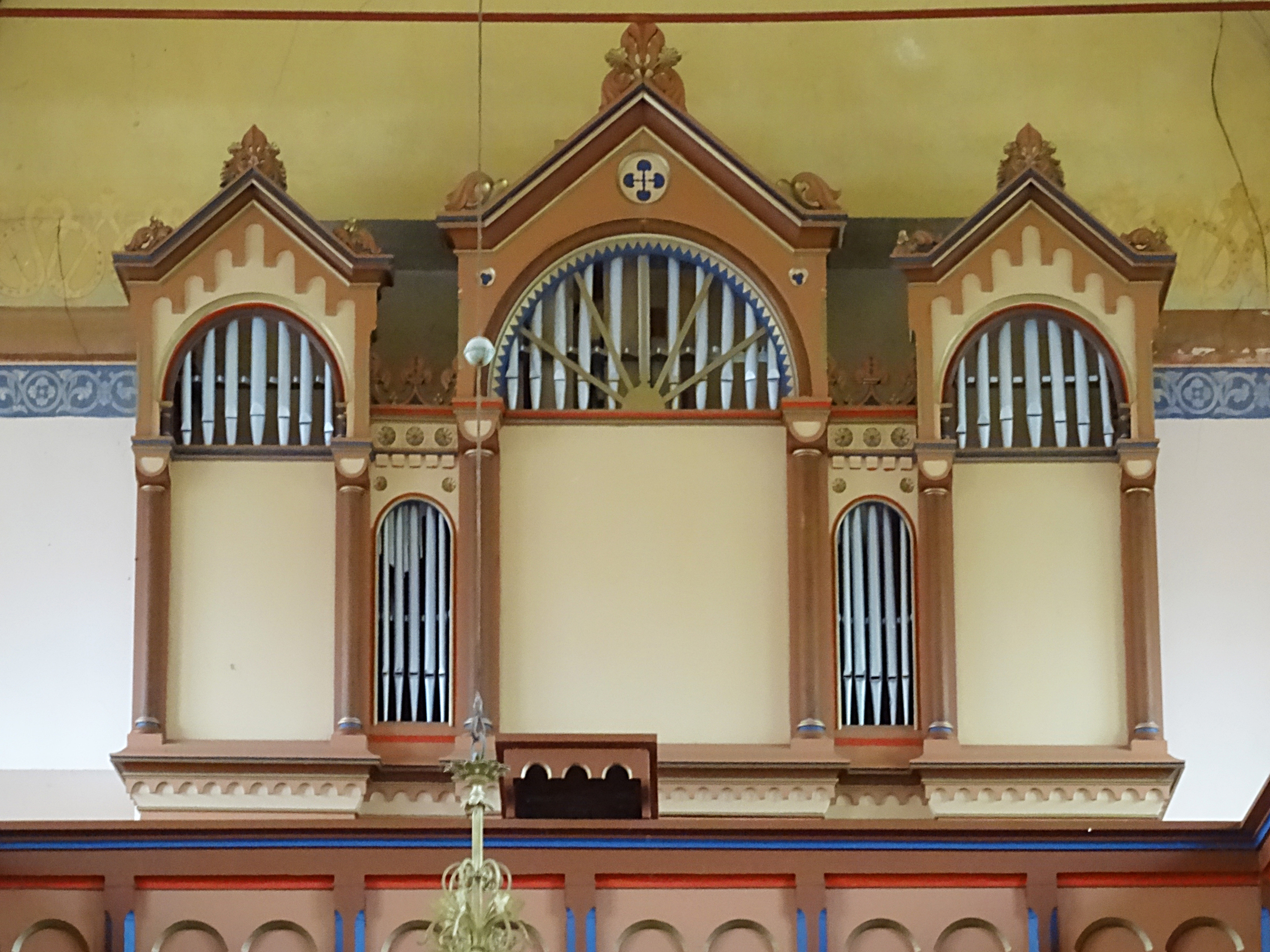
Die Orgel

Die Kirche wurde 1903 anstelle eines mittelalterlichen Vorgängers über drei Achsen im neuromanischen Baustil in Natursteinmauerwerk erbaut. Wenn die Bereiche der Emporen als Seitenschiffe betrachtet werden, handelt es sich um eine Hallenkirche.
Sie hat einen Chorturm mit drei Geschossen im Osten, an dem eine Apsis mit 5/8-Schluss angebaut ist. Die Ecken des Langhauses und des Turms sind mit Strebepfeilern versehen. Das Langhaus und das oberste Geschoss des Turms haben Biforien. Das Langhaus ist mit einem schiefergedeckten Satteldach gedeckt, der Chorturm trägt ein spitzes Pyramidendach mit der Turmuhr, bekrönt mit einer Turmkugel.
Das Mittelschiff, d. h. der Bereich zwischen den Emporen ist mit einem Tonnengewölbe überspannt. Vor dem Chorbogen steht die Kanzel. Die Orgel mit 14 Registern, verteilt auf 2 Manuale und Pedal, wurde 1910 von Wiegand Helfenbein gebaut.